# Гільєрмі Мільомен Гусмау
Гільє́рмі Мільомен Гусма́у або Гільє́рмі (порт. Guilherme Milhomem Gusmão, 22 жовтня 1988, Імператріс, Бразилія) — бразильський футболіст, нападник футбольного клубу «Атлетіку Мінейру».

## Біографія
Виступав за юнацькі команди «Бакабал» і «Реал Сальвадор». У клубній системі «Крузейру» з 2003 року, з 2007 почав виступати у першій команді.
1 лютого 2009 року підписав п'ятирічний контракт з київським «Динамо». Сума трансферу склала 5 млн. доларів і передача всіх трансферних прав на колишнього нападника динамівців Клебера.
Вже в своєму першому повноцінному матчі Гільєрмі відзначається хет-тріком та результативним пасом в ворота ФК «Карпати» (Львів) (матч завершився з рахунком 4:1).
Влітку з поверненням Андрія Шевченка до «Динамо» бразильський футболіст був відданий за 1 млн. доларів США в річну оренду в клуб ЦСКА Москва. Після закінчення оренди у серпні 2010 року Гільєрмі повернувся до «Динамо».
У березні 2011 року підписав контракт із клубом вищого дивізіону чемпіонату Бразилії «Атлетіку Мінейру».

## Статистика виступів
На 23 березня 2011
| Клуб            | Сезон      | Чемпіонат | Чемпіонат | Кубок | Кубок | Міжнародні | Міжнародні | Всього | Всього |
| Клуб            | Сезон      | Ігор      | Голів     | Ігор  | Голів | Ігор       | Голів      | Ігор   | Голів  |
| --------------- | ---------- | --------- | --------- | ----- | ----- | ---------- | ---------- | ------ | ------ |
| Крузейру        | 2007       | 26        | 10        | 0     | 0     | 0          | 0          | 26     | 10     |
| Крузейру        | 2008       | 32        | 18        | 0     | 0     | 8          | 2          | 40     | 20     |
| Крузейру        | Всього     | 58        | 28        | 0     | 0     | 8          | 2          | 66     | 30     |
| «Динамо» (Київ) | 2008—09    | 2         | 3         | 0     | 0     | 0          | 0          | 2      | 3      |
| «Динамо» (Київ) | 2009—10    | 4         | 1         | 1     | 0     | 0          | 0          | 5      | 1      |
| «Динамо» (Київ) | 2010—11    | 5         | 1         | 1     | 0     | 0          | 0          | 6      | 1      |
| «Динамо» (Київ) | Всього     | 11        | 5         | 2     | 0     | 0          | 0          | 13     | 5      |
| ЦСКА (Москва)   | 2009       | 5         | 3         | 0     | 0     | 1          | 0          | 6      | 3      |
| ЦСКА (Москва)   | 2010       | 12        | 5         | 1     | 2     | 1          | 0          | 14     | 7      |
| ЦСКА (Москва)   | Всього     | 17        | 8         | 1     | 2     | 2          | 0          | 20     | 10     |
| За кар'єру      | За кар'єру | 86        | 41        | 3     | 2     | 10         | 2          | 99     | 45     |

## Досягнення
- Володар Кубка Сан-Пауло серед юніорів: 2007
- Чемпіон України: 2008-09
- Володар Суперкубка України: 2009
- Володар Кубка Росії: 2010–11
- Володар Кубка Лібертадорес: 2013
- Володар Рекопи Південної Америки: 2014
- Володар Кубка Бразилії: 2014
- Переможець Ліги Мінейро: 2008, 2012, 2013, 2015